# Kim Sơn, thị xã Sơn Tây
Kim Sơn là một xã thuộc thị xã Sơn Tây, thành phố Hà Nội, Việt Nam.
Xã có diện tích 15,49 km², dân số năm 1999 là 4.413 người, mật độ dân số đạt 285 người/km².

## Hành chính
Xã Kim Sơn được chia thành 7 thôn: Kim Tân, Nhà Thờ, Kim Chung, Kim Đái 1, Kim Đái 2, Nghĩa Sơn, Lòng Hồ.

## Giáo dục
Xã Kim Sơn có 1 trường mầm non, Tiểu học và Trung học Cơ sở:
Trường Mầm non Kim Sơn.
Trường Tiểu học Kim Sơn.
Trường Trung học Cơ sở Kim Sơn.
Ngoài ra, trên địa bàn xã Kim Sơn còn có các trường Quân đội như:
Học viện Hậu cần
Học viện Phòng không - Không quân
Trung đoàn BB692.

## Lịch sử hình thành và phát triển
Xã Kim Sơn xưa kia thuộc tổng Bối Sơn huyện Minh Nghĩa, phủ Quảng Oai, trấn Sơn Tây, nay thuộc thị xã Sơn Tây thành phố Hà Nội.

## Vị trí địa lý
Phía bắc giáp xã Thanh Mỹ và Xuân Sơn
Phía đông và đông nam giáp xã Sơn Đông - Cổ Đông – Trung Sơn Trầm
Phía nam và Tây nam giáp xã Yên Bài (huyện Ba Vì).
Phía tây giáp xã Vân Hòa thuộc huyện Ba Vì
Diện tích đất tự nhiên có 1.463,94 ha.
Nhân dân sống chủ yếu bằng nghề sản xuất nông nghiệp, chăn nuôi, dịch vụ buôn bán nhỏ và đánh bắt thủy sản ở đập Đồng Mô.